# ستيف بيترز (لاعب هوكي جليد)
ستيف بيترز هو لاعب هوكي جليد كندي، ولد في 23 يناير 1960 في بيتيربوروغ في كندا.

## وصلات خارجية
- ستيف بيترز على موقع دوري الهوكي الوطني (الإنجليزية)
- ستيف بيترز على موقع قاعة مشاهير الهوكي (لاعب أن.إتش.أل) (الإنجليزية)
- ستيف بيترز على موقع EliteProspects.com (الإنجليزية)
- ستيف بيترز على موقع Eurohockey.com (الإنجليزية)
- ستيف بيترز على موقع HockeyDB.com (الإنجليزية)
- ستيف بيترز على موقع Hockey-Reference.com (الإنجليزية)